# بطولة ويمبلدون 1933
قائمة ببطولات ويمبلدون لسنة 1933:

## فردي رجال
جاك كراوفورد هزم  إلسورث فينيس . النتيجة: 4-6 11-9 6-2 2-6 6-4

## فردي سيدات
هيلين ويلز موودي هزمت  دوروثي راوند ليتل. النتيجة: 6-4, 6-8, 6-3